# Ryžovisko
Ryžovisko je přírodní rezervace v oblasti Štiavnické vrchy.
Nachází se v katastrálním území obce Ipeľské Predmostie v okrese Veľký Krtíš v Banskobystrickém kraji. Území bylo vyhlášeno či novelizováno v roce 2000 na rozloze 58,0764 ha. Ochranné pásmo nebylo stanoveno.